# Arkansas City (Arkansas)
Arkansas City è una città degli Stati Uniti d'America, capoluogo della contea di Desha nello Stato del Arkansas.

## Geografía
Arkansas City si trova alle coordinate 33°36′32″N 91°12′13″W.

## Società

### Evoluzione demografica
Secondo il United States Census Bureau, nel 2000 il reddito medio per famiglia in città sono state 22,014 dollari e il reddito medio per una famiglia è $27,500. I maschi hanno un reddito medio di 36,250 dollari rispetto ai 17,188 dollari per le donne. Il reddito pro capite per la città era $14,523. Circa il 31,8% della popolazione era sotto la soglia poverty.

## Curiosità
Arkansas City ha dato i natali al detenuto di Alcatraz Sam Shockley.